# Ngampel (Mojoroto)
Ngampel is een bestuurslaag in het regentschap Kediri van de provincie Oost-Java, Indonesië. Ngampel telt 5302 inwoners (volkstelling 2010).